# Martin Chilian Stisser

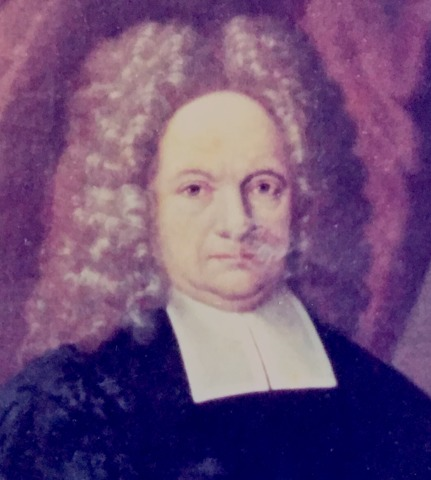
Martin Chilian Stisser, um 1700

Martin Chilian Stisser (* 27. August 1635 in Braunschweig; † 2. April 1707 in Osterode am Harz) war ein deutscher lutherischer Theologe und Generalsuperintendent der Generaldiözese Grubenhagen und auf dem Harz.

## Leben
Stisser war ein Sohn des späteren Konsistorialrats in Hannover Johann Friedrich Stisser (1605–1642) und Enkel des Hallenser Juristen Kilian Stisser. Seine Mutter, Tochter des Amtmanns Martin Engelbrecht (1580–1617), war Sophia Helene Engelbrecht (1604–1656). Nach dem frühen Tod seines Vaters wurde Stisser vom Mann ihrer Schwester Anna Margarethe, dem Helmstedter Medizinprofessor Johann Wolf, erzogen. 1652 machte er das Maturum in Schöningen. Er studierte Theologie in Helmstedt bei Christoph Schrader und Gerhard Titius, was er durch eine Tätigkeit als Hauslehrer in Helmstedt finanzierte. 1695 unternahm er nach dem Magisterabschluss eine einjährige Reise nach Holland.

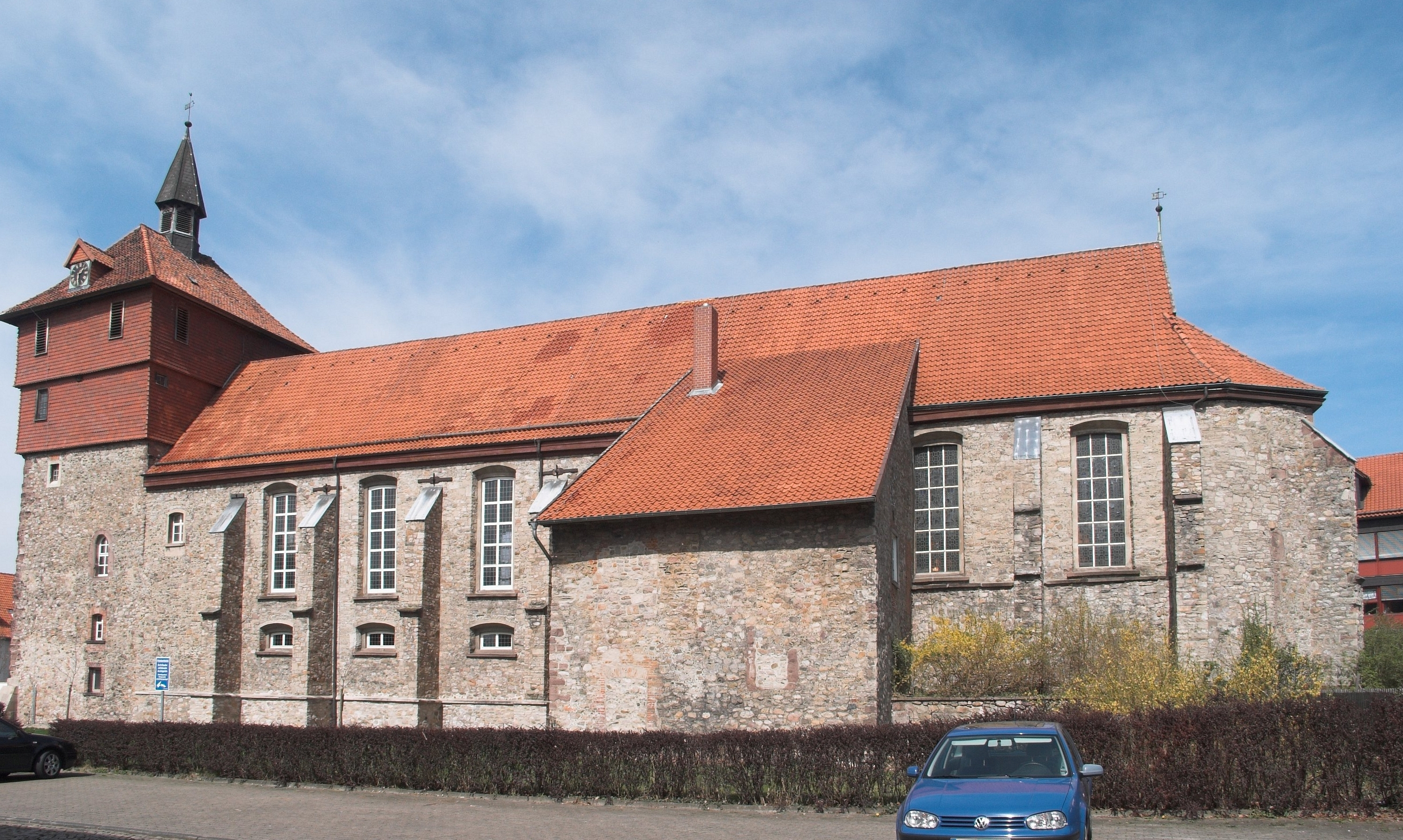
Schlosskirche St. Jacobi in Osterode

1662 wurde er Pastor in Wilkenburg und 1671 Pastor, Superintendent und Stiftsprediger an der Münsterkirche St. Alexandri in Einbeck. 1704 wurde er Pastor an der Schlosskirche St. Jacobi in Osterode und Generalsuperintendent von Grubenhagen.
Er wurde in der Schlosskirche begraben. Sein lebensgroßes Porträt in Öl findet sich dort auf der südlichen Empore.
Nach seinem Tod wurde das Fürstentum Grubenhagen in drei Superintendenturen in Clausthal, Einbeck und Osterode aufgeteilt.
1664 heiratete er die Goldschmiedstochter Anna Glümer (1644–1673), nach deren Tod Catharina Mecke, Tochter des Fürstl. Amtmanns Jacob Mecke zu Scharzfeld. Bei seinem Tod lebten sechs Kinder und 31 Enkel. Eine Tochter Emerentia Hedwig (1673–1712) heiratete den Pastor Jakob Theodor Eccard (1662–1713), Sohn des Theologen Heinrich Eccard.